# علی‌اصغر کیهانی
علی اصغر کیهانی (زاده ۱۶ دی ۱۳۲۲) رئیس کمیته تخصصی توسعه کسب‌وکار کمیسیون ملی یونسکو ایران، مؤسس دانشگاه علمی‌کاربردی ایران فریمکو، رئیس هیئت مدیره بنیاد حامیان دانشکده حکمرانی (تهران) و دبیرکل گروه فرهیختگان بین‌المللی کسب‌وکار ایرانیان است.
او بنیان‌گذار صنعت نوین بتندر ایران محسوب می‌شود. علی اصغر کیهانی تا مقطع دکتری صنایع، تحصیل کرده و به عنوان کارافرین نمونه معرفی شده‌است. همچنین رکورد بزرگ‌ترین بتن ریزی کشور در یک روز –۱۰۶۳۳ تن– را به نام خود ثبت نموده‌است.
وی دارای مدرک دکتری از دانشگاه صنعتی پارامونت (Paramount University of Technology) می‌باشد.
دكتر رضا یادگاری(دبیر کمیته تخصصی توسعه کسب و کار یونسکو و کارآفرین اثرگذار ملی) و دكتر مهشید سنایی فرد، بنیان‌گذاران مجموعه کتاب‌های «١٠٠٠ جلدى کارآفرینان و مدیران بزرگ ایرانی» (برندگان جایزه ملی جلال آل احمد به پاس دو دهه نگارش ادبیات اقتصادی ایران)و دكتر على نظامى فرد به عنوان مشاور اجرايى، زندگی‌نامهٔ علی اصغر کیهانی را با همکاری مرکز کارآفرینی دانشگاه صنعتی شریف به عنوان کتابی درسی تحت عنوان کارآفرینی به شیوهٔ علی اصغر کیهانی بنیانگذار صنعت نوین بتن در ایران، نوشته و منتشر کردند.

## فعالیت‌های علمی، فرهنگی
علی اصغر کیهانی در کتابی با عنوان سرگذشت مرد بتن ایران به مرور فعالیت‌های خود پرداخته‌است.

#### راه‌اندازی نخستین دانشگاه جامع علمی کاربردی بتن
یکی از فعالیت‌های فرهنگی وی تأسیس نخستین دانشگاه تخصصی صنعت بتن در استان البرز - شهرک صنعتی کیهانی- می‌باشد.

## جوایز و افتخارات

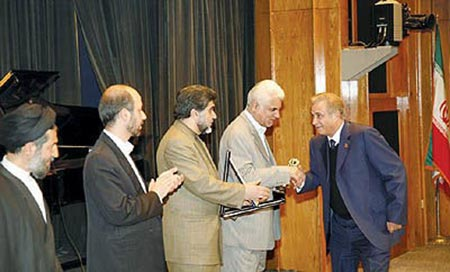
کیهانی در مراسم اهدای جایزه چهره ماندگار صنعت نوین بتن

#### چهره ماندگار صنعت نوین بتن
کیهانی در مراسم معرفی قهرمانان و چهره‌های ماندگار صنعت با حضور وزیر صنایع و معادن، وزیر کار و امور اجتماعی، رئیس بانک مرکزی، رئیس کمیسیون صنعت و معدن مجلس و نایب‌رئیس مجلس شورای اسلامی به عنوان چهره ماندگار صنعت نوین بتن معرفی شد.
همچنین ششمین دوره جشنواره ملی قهرمانان صنعت ایران (یکم آذر ماه سال ۱۳۸۹) در مرکز همایش‌های بین‌المللی صداوسیما به نکوداشت «استاد علی اصغر کیهانی» اختصاص یافت.

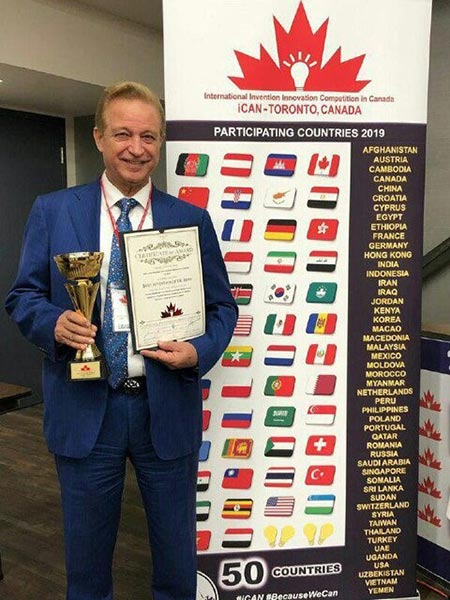
کسب مدال طلای کیهانی در مراسم اهدای جوایز جشنواره اختراعات ۲۰۱۹ کانادا

#### کسب مدال طلا در جشنواره اختراعات ۲۰۱۹ کانادا
وی با طرح محصول «نیوجرسی‌های بتن الیافی ضربه‌گیر انعطاف‌پذیر» در جشنواره اختراعات ۲۰۱۹ کانادا موفق به کسب مدال طلا شد.

#### آیین پلاک‌کوبی محل اقامت پدر صنعت نوین بتن ایران[۷]
آیین پلاک‌کوبی مفاخر اقتصاد ایران برای نخستین بار و در هفته کارآفرینی در محل اقامت «علی‌اصغر کیهانی»، در منطقه یک با هدف تجلیل از کارآفرینان موفق برگزار شد.

#### کسب مدالیونسکو

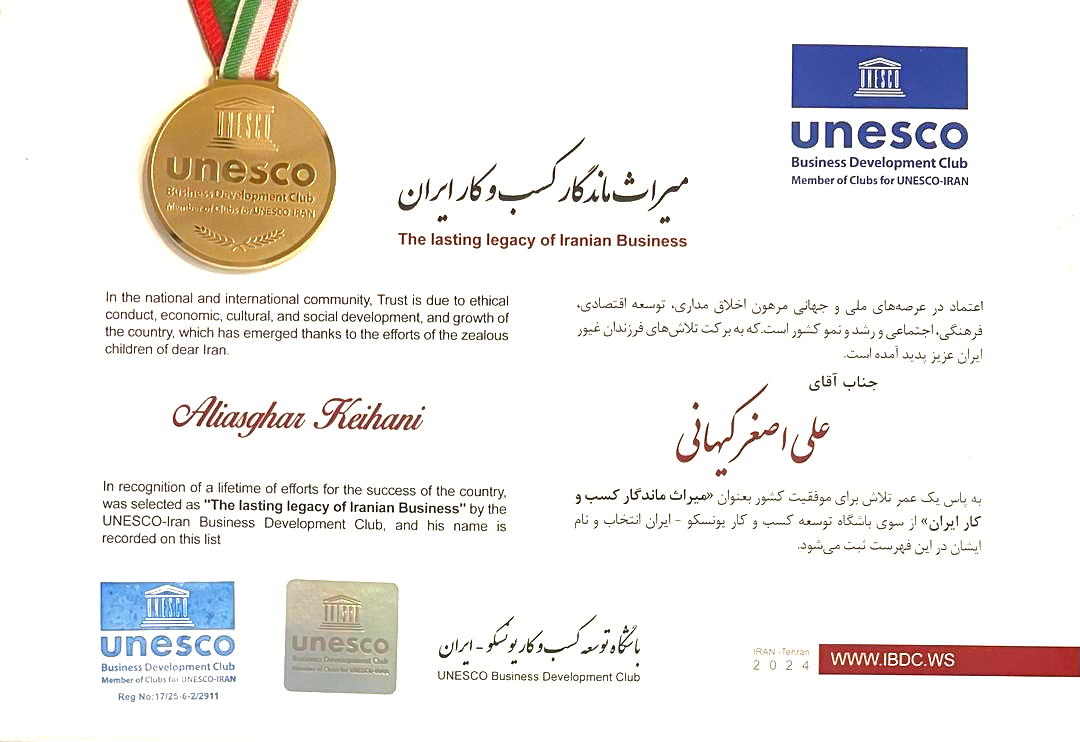

به پاس تلاش کیهانی برای اعتلای علمی کشور، باشگاه توسعه‌ی کسب و کار یونسکو-ایران نام ایشان را به عنوان میراث ماندگار کسب و کار ایران در این فهرست ثبت کرده است. 

## اصلاح الگوی تولید، توزیع و مصرف مصالح ساختمانی
اقدام دیگر وی اصلاح الگوی تولید، توزیع و مصرف مصالح ساختمانی است که تا صدور مصوبه هیئت وزیران و اجرای آن در سطح کشور ادامه یافت ومشمول مقررات استاندارد اجباری قرار گرفت.
از دیگر اقدامات او موضوع تغییر ضوابط حمل‌ونقل بار جاده‌ای است که باعث افزایش بهره‌وری از شبکه حمل بار به میزان ۱۷ درصد، افزایش عمر مفید و دوام آسفالت و نیز صرفه جویی روزانه ۴ میلیون لیتر سوخت شده‌است. با ارائه پیشنهادی به تاریخ ۱۲ مهر ۱۳۸۸ به وزارت راه و ترابری و سازمان راهداری کشور پس از دو سال طی بخشنامه‌ای در تاریخ ۱ اسفند ۱۳۸۹ وزن مجاز حمل بار انواع کامیون‌ها اصلاح گردید.